# イオンタワーアネックス
イオンタワーアネックスは、千葉県千葉市美浜区の幕張新都心にある、イオン株式会社の本社ビルであるイオンタワーの別棟である。

## 概要
イオン株式会社の本社ビルであるイオンタワーに隣接している。
完成当時の名称は幕張東京海上（日動）ビルディングで東京海上日動火災保険の第2本社ビルとして活用されていたが、同社は2010年にワールドビジネスガーデンへ機能移転した。
その後、幕張新都心でオフィスや店舗の集積を進めていたイオンが、イオンタワーに隣接していた幕張東京海上ビルディングをオフィス拡張目的として2011年3月に取得、「イオンタワーアネックス」に改称し運用している。
イオングループの卸売事業を手掛けるイオントップバリュの本社やミニストップイオンタワーアネックス店、無人の超小型店「アネックスラボ」などが入居し、既存の本社ビルと併せ約4000人が勤務する。

## 歴史
- 1992年（平成4年） - 東京海上日動火災保険の第2本社ビルとして幕張東京海上（日動）ビルディングを竣工[2]。
- 2010年（平成22年） - 幕張東京海上（日動）ビルディングの機能をワールドビジネスガーデンへ移転[2]。
- 2011年（平成23年）3月 - 幕張東京海上ビルディングをイオンが取得、イオンタワーアネックスに改称[3][1]。

## アクセス

### 公共交通機関
- JR東日本 海浜幕張駅 徒歩約3分

### 自動車
- 最寄りインターチェンジ
  - 東関東自動車道 湾岸千葉インターチェンジ
  - 東関東自動車道 湾岸習志野インターチェンジ
  - 京葉道路 幕張インターチェンジ